# 仙台89ERSの選手一覧
男子プロバスケットボール・Bリーグの仙台89ERSに所属する、選手やスタッフの一覧。

## 歴代ヘッドコーチ
1. 浜口炎 (2005 - 2011)
2. ロバート・ピアス (2011 - 2013.2)
  1. 代行・間橋健生 (2013.2　- 2013.4）
3. 河内修斗 (2013 - 2016)
4. 間橋健生 （2016 - 2017）
5. 後藤敏博   (2017 - 2018.1)
6. 高岡大輔   (2018)
7. 桶谷大   (2018 - 2021)

## 過去に所属していた選手
| 日本人選手 - 上山博之(2005-06) - 木村洋人(2005-06) - 田中範昌(2005-06) - 村上和之(2005-06) - 斉藤恵一(2005-06) - 吉田平(2005-07) - 大西裕之(2005-07) - 佐藤真哉(2005-10) - 日下光(2005-13) - 近藤雄治(2006-08) - 高橋憲一(2006-12) - 勝又英樹(2007-09) - 志村雄彦(2008-18) - 橘佳宏(2009-12) - 高岡大輔(2009-13,2015-16) - 薦田拓也(2010-13) - 安田壮史(2011-12) - 下山大地(2012-13) - 阿部一貴(2012-13) - 新井靖明(2012-14) - 野上淳史(2012-14) - 金子宗太朗 (2013-15) - 和田保彦(2013-15) - 高田紘久(2014-15) - 田中亮 (2014-16) - 坂井耀平(2015-16) | 外国籍選手 - マイケル・ジャクソン(2005-06) - ジミー・ミギンズ(2005-06) - アンドレ・ラリー(2005-06) - マーマドゥ・ディオウフ(2005-07) - アンドリュー・エイカー(2006-07) - マイケル・シャペール(2006-07) - ライアン・ブラックウェル(2006-08) - ボビー・セントプルー(2006-08) - ニック・ダウィッツ(2007-08) - パトリック・ワーティー(2007-08) - ラシャード・タッカー(2008-09) - クリス・ホルム(2008-11) - ジョシュ・ペッパーズ(2009-10) - マック・ホプソン(2010-11) - テレンス・ウッドヤード(2010-11) - 李惠天(2010-11) - マイク・ベル(2010-11) - オニール・ミムズ(2011-12) - ジョニー・デュークス(2011-12) - フィリップ・トンチニッチ(2011-12) - ラシャード・シングルトン(2011-12) - ダン・フィッツジェラルド(2011-12) - カロン・クラーク(2012-13) - ケビン・コーブル(2012-13) - サム・コールマン(2012-13) - モーリス・ハーグロー(2012-13) - T・J・カミングス(2012-13) - サム・ウィラード(2012-13) | - ジェームス・ヒューズ(2013-14) - トラベル・ジョーンズ(2013-14) - ジャーフロー・ラーカイ(2013-14) - ディアンジェロ・ハミルトン(2013-15) - ディリオン・スニード(2014) - ジェラル・デービス(2014-15) - ケジュアン・ジョンソン(2014-15) - エイドリアン・モス(2014-15) - ダリン・バチンスキー(2015) - ジャマル・ボイキン(2015-16) - テレンス・シャノン(2015-16) - ディオン・ライト(2016) |